# Edilli
Edilli (armeniska: Ukhtadzoo, ՈՒխտաձոո, Ukhtadzor, Ուխտաձոր) är en ort i Azerbajdzjan.   Den ligger i distriktet Xocavənd Rayonu, i den södra delen av landet, 260 km väster om huvudstaden Baku. Edilli ligger 715 meter över havet och antalet invånare är 327.
Terrängen runt Edilli är huvudsakligen kuperad, men åt nordost är den platt. Närmaste större samhälle är Fizuli, 7,9 km nordost om Edilli. 
Trakten runt Edilli består till största delen av jordbruksmark. Runt Edilli är det ganska tätbefolkat, med 72 invånare per kvadratkilometer.